# گیلوی سیگرسون
گیل‌وی ثور سیگرسون (ایسلندی: Gylfi Þór Sigurðsson؛ زاده ۸ سپتامبر ۱۹۸۹) بازیکن فوتبال اهل ایسلند است.
وی همچنین در تیم ملی فوتبال ایسلند بازی کرده‌است.همچین او در فصل ۲۰۱۷/۲۰۱۸ بهترین بازیکن فصل اورتون شد و نامزد بهترین هافبک فصل لیگ انگلیس شد